# Aeroportul Payerne
Aeroportul Payerne (IATA: VIP, ICAO: LSMP) este un aeroport din Cantonul Vaud, Elveția ce deservește zona Payerne⁠(d). A fost deschis în 1921 și numit după zona deservită.
Situat la o altitudine de 446 m, aeroportul dispune de o singură pistă. Este operat de Schweizer Luftwaffe⁠(d).